# Anthony Henry
Anthony Henry, född 9 januari 1967, är en antiguansk och barbudansk friidrottare. Han deltog vid olympiska sommarspelen 1984.